# Volley Club Kanti
Il Volley Club Kanti è una società di pallavolo femminile svizzera, con sede a Sciaffusa: milita nel campionato svizzero di Lega Nazionale A.

## Storia
Il Volley Club Kanti nasce nel 1973 come Volleyballclub Volta. Dal 1978 adotta la denominazione attuale e, dopo diversi anni nelle categorie minori, nel 1991 fa il suo esordio nella Lega Nazionale A. Nel 2000 vince il suo primo trofeo, aggiudicandosi la Coppa di Svizzera. Nel corso degli anni duemila, il club si conferma tra le realtà più importanti del campionato svizzero disputando alcune finali, partecipando a diverse edizioni delle coppe europee ed aggiudicandosi la Supercoppa svizzera nel 2007.

## Rosa 2019-2020
| N° | Nome               | Ruolo | Data di nascita  | Nazionalità sportiva |
| -- | ------------------ | ----- | ---------------- | -------------------- |
| 2  | Korina Perkovac    | S     | 7 luglio 1999    | Svizzera             |
| 5  | Irina Kemmsies     | P     | 14 maggio 1996   | Germania             |
| 7  | Pia Leweling       | S     | 4 gennaio 1998   | Germania             |
| 8  | Kelsie Payne       | O     | 29 novembre 1995 | Stati Uniti          |
| 10 | Vivian Guyer       | P     | 8 agosto 1998    | Svizzera             |
| 11 | Kateřina Holásková | C     | 9 marzo 1991     | Rep. Ceca            |
| 12 | Filiz Yürükalan    | O     | 29 maggio 1997   | Germania             |
| 13 | Marija Smiljkovic  | C     | 13 gennaio 1999  | Svizzera             |
| 14 | Elisa Lohmann      | L     | 22 luglio 1998   | Germania             |
| 15 | Jessica Wagner     | C     | 24 marzo 1991    | Stati Uniti          |
| 16 | Sara Pavlovic      | L     | 29 aprile 2000   | Svizzera             |
| 17 | Laura Unternährer  | S     | 11 luglio 1993   | Svizzera             |
| 18 | Elisa Suriano      | S     | 28 aprile 2001   | Svizzera             |

## Palmarès
- Coppa di Svizzera: 3

1999-00, 2008-09, 2020-21
- Supercoppa svizzera: 1

2007

## Denominazioni precedenti
- 1973-1978 Volleyballclub Volta